# 威克理夫国际联会
威克理夫国际联会（英語：Wycliffe Global Alliance），原名国际威克理夫圣经翻译会（Wycliffe Bible Translators International），是一个活跃于全世界的福音派基督教传教团体，主要事工為翻譯聖經成所有語言。其以欧洲宗教改革先驱约翰·威克理夫的荣誉命名，他曾将整部圣经翻译成中古英语。
1942年，美国人金纶·汤逊在俄克拉荷马州创立威克理夫营（Camp Wycliffe），后来改名威克理夫圣经翻译会（Wycliffe Bible Translators）。SIL国际是它的伙伴组织。截止1991年，威克理夫是一个由位于不同国家的不同分支机构组成的单一组织，但各分支机构的活动却是完全独立运作的，因为总会只是各机构的联盟体。
威克理夫是基督新教的团体，目前在超过60个国家拥有一百多个分支机构，拥有4500名传教士，是目前世界上最大的传教团体。至2012年11月，该组织有份翻译完成的圣经或圣经的一部分已有6877种语言。
该组织从事圣经的翻译事业，与各国政府的关系良好。此外，该组织也保持与天主教会以及其他宗教的良好关系。该团体宣称“最好的宣教士就是用当地语言写成的圣经。”为了达到以母语进行传教的效果，该团体主张“不可缺少用母语书写的圣经”，致力于圣经翻译和培养圣经翻译者，对圣经翻译成众多的少数语种作出了突出的贡献。持有语言学学位的翻译者正在增加。
汤逊在1982年逝世后，由语言学家肯尼思·李·派克（Kenneth Lee Pike）指导。2011年2月，国际威克理夫圣经翻译会改名为“威克理夫国际联会”。